# Jouets du destin
Pour plus de détails, voir Fiche technique et Distribution.
Jouets du destin (Dice of Destiny) est un film muet américain réalisé par Henry King, sorti aux États-Unis en 1920 et en France en 1922.

## Synopsis
Après avoir purgé une peine de prison pour un crime qu'il n'avait pas commis, Jimmy Doyle se résout à suivre le droit chemin par amour pour Nancy Preston. Par la suite, Doyle prévient le policier James Tierny, qui l'vait arrêté, que toute autre fausse accusation aurait sa mort comme conséquence. Doublé par d'anciens camarades, Doyle est renvoyé en prison mais s'en échappe à temps pour sauver Nancy de Dave Monteith, un de ceux qui l'avaient trahi. Mais, quand Monteith est tué par un de ses complices, les soupçons pèsent sur Doyle. Désespéré, il s'enfuit avec Nancy dans une petite ville où, grâce à ses études de médecine, il devient aide-soignant dans l'hôpital de son oncle. Pendant ce temps, Tierney se rapproche de Doyle mais est pris d'une appendicite dont seul Doyle peut le sauver. Résistant à ses premiers sentiments, Doyle l'opère et sauve la vie de son ennemi. Plus tard, ils apprennent que le vrai meurtrier a été trouvé, et Tierney donne sa bénédiction à Doyle et Nancy. 

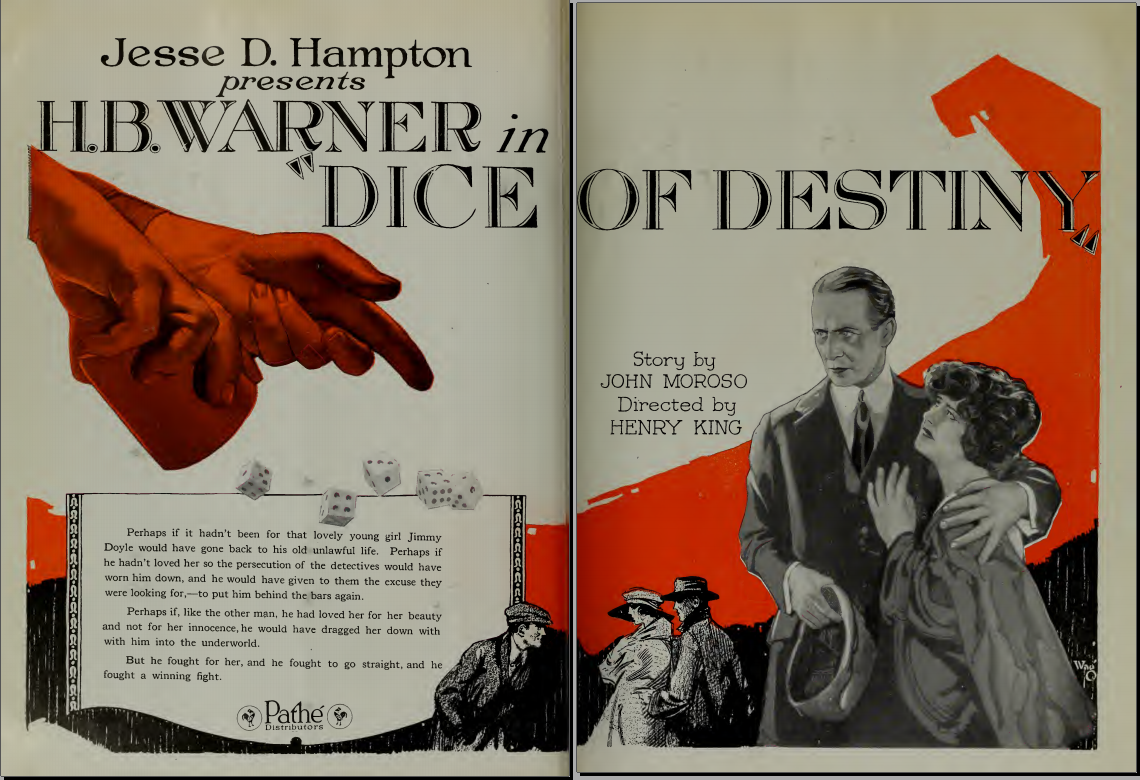
Publicité parue dans Film Daily

## Fiche technique
- Titre original : Dice of Destiny
- Titre français : Jouets du destin
- Réalisation : Henry King
- Scénario : Fred Myton, d'après le roman The People Against Nancy Preston de John A. Morosode
- Photographie : Victor Milner
- Production : Jesse D. Hampton
- Société de production : Jesse D. Hampton Productions
- Société de distribution : Pathé Exchange
- Pays de production :  États-Unis
- Langue : anglais
- Format : Noir et blanc - 35 mm - 1,37:1 - Muet
- Genre : drame
- Durée : 5 bobines
- Dates de sortie : 
  - États-Unis : 5 décembre 1920
  - France :  14 juillet 1922

## Distribution
- H. B. Warner : Jimmy Doyle
- Lillian Rich : Nancy Preston
- Howard Davies : Dave Monteith
- Harvey Clark : Joe Caffey
- J.P. Lockney : Bill Preston
- Claude Payton : James Tierney
- Fred Huntley : "Gloomy" Cole
- Rosemary Theby : Agnes